# جائزة اليابان الكبرى 2008
جائزة اليابان الكبرى 2008 (بالإنجليزية: 2008 Japanese Grand Prix) هو سباق فورمولا 1 أقيم بتاريخ 12 أكتوبر، 2008 في حلبة فوجي، شيزوكا، اليابان. كان السادس عشر من أصل 18 في بطولة العالم لسباقات الفورمولا واحد موسم 2008. حلّ الإسباني فرناندو ألونسو أولا بينما جاء البولندي روبرت كوبيتسا في المركز الثاني وحصل على المركز الثالث الفنلندي كيمي رايكونن.